# Grabkreuz Kirchplatz 1 (Stieyen)

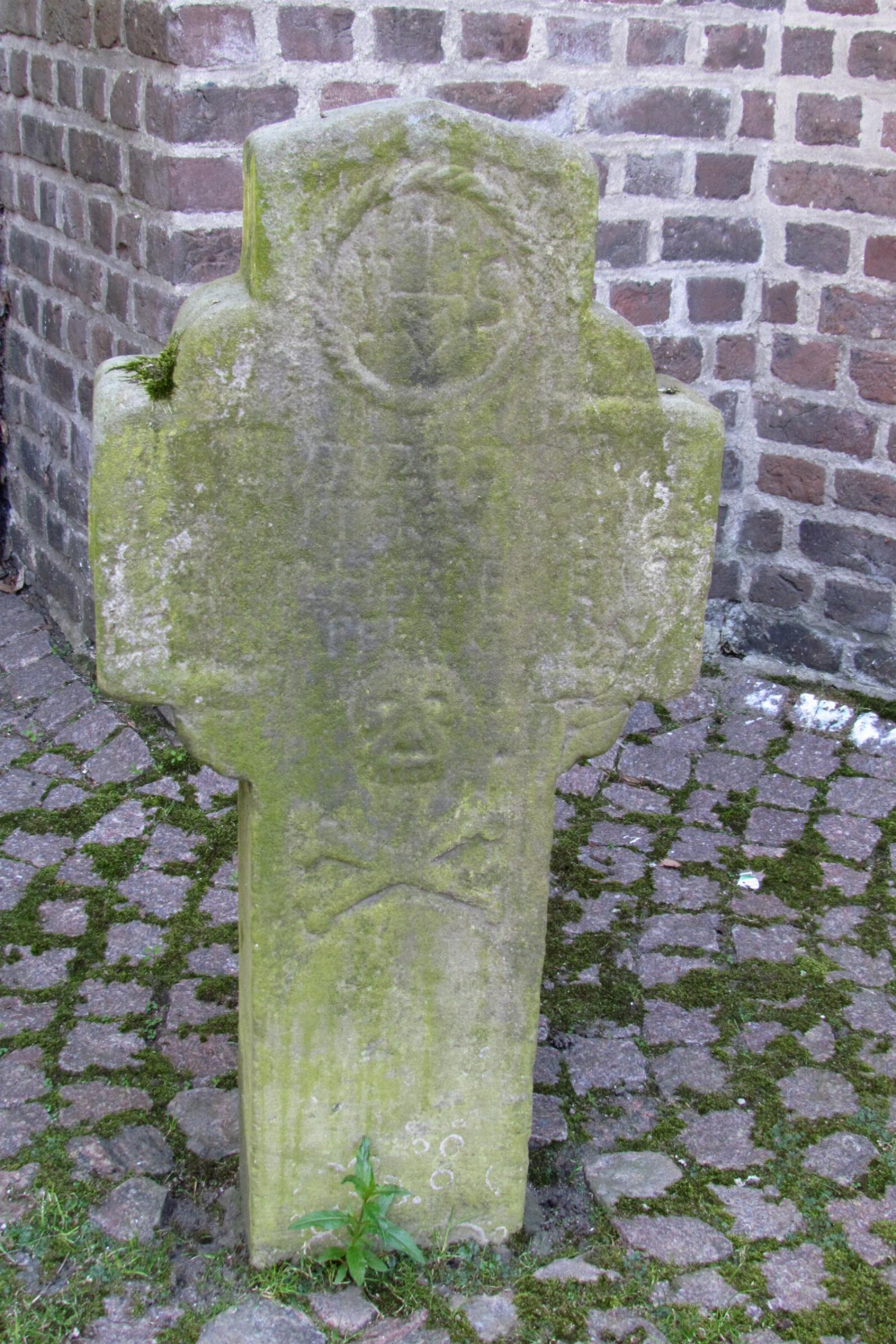
Grabkreuz an der Kirche

Das Grabkreuz Kirchplatz 1 (Stieyen) steht in Korschenbroich im Rhein-Kreis Neuss in Nordrhein-Westfalen.
Das Kreuz ist seit dem 26. Mai 1987 unter Nr. 101 in der Liste der Baudenkmäler in Korschenbroich eingetragen.

## Gestaltung
Das Kreuz wurde 1702 aus Liedberger Sandstein gefertigt. Es ist 16,5 cm tief, 49 cm breit und etwa 90 cm hoch. Auf der Vorderseite steht oben die Inschrift Inschrift „IHS“, unten ist ein Schädel mit gekreuzten Knochen dargestellt. Die Grabinschrift lautet, soweit sie zu entziffern ist, „Anno 1702 DEN …IST ANTONIUS STIEYEN IM HERREN ENTSCHLAFEN GSD“. Die Rückseite zeigt ein „IHS“ mit aufgesetztem Kreuz, darunter ein Herz mit drei Pfeilen und einem kleinen Kreuz. 